# Зам'ятьєво
Зам'ятьєво (рос. Замятьево) — присілок в Балезінському районі Удмуртії, Росія.

## Населення
Населення — 4 особи (2010; 9 в 2002).
Національний склад станом на 2002 рік:
- удмурти — 56 %
- росіяни — 33 %